# Ujung Padang (Kota Mukomuko)
Ujung Padang is een bestuurslaag in het regentschap Muko-Muko van de provincie Bengkulu, Indonesië. Ujung Padang telt 1833 inwoners (volkstelling 2010).